# 120/45
I cannoni da 120/45 erano una famiglia di pezzi di artiglieria navale, sviluppata per armare i cacciatorpediniere e i treni armati della Regia Marina.

## Storia
I cannoni da 120/45 costituivano una famiglia di modelli derivati dal cannone QF 4.7 in Mk. I-IV, prodotti da aziende diverse. Le bocche da fuoco avevano caratteristiche e prestazioni sovrapponibili e differivano soprattutto negli impianti. Il cannone Schneider-Canet-Armstrong 120/45 Mod. 1918, prodotto dalla Armstrong per armare gli incrociatori ausiliari e sulle navi da trasporto, venne usato anche sui treni armati della Regia Marina su affusto scudato nella prima. Il pezzo armava anche i treni della Regia Marina mobilitati per la seconda guerra mondiale: sul pianale tipo Poz veniva installato centralmente una singola torre blindata per il pezzo; sulle sezioni anteriore e posteriore del pianale erano occupate invece da due casematte, che fungevano una da riservetta munizioni e una da locale per i serventi del pezzo. Venne anche impiegato in posizione prodiera sui cacciatorpediniere classe Quintino Sella.
Il pezzo Schneider-Canet-Armstrong 120/45 da Mod. 1918/1919 era invece binato; questa soluzione fu adottata, per la prima volta in Italia, sui cacciatorpediniere classe Leone; venne montato anche un impianto a poppa sulla classe Sella e dal 1929 l'armamento venne portato a 4 pezzi da 120 mm, sostituendo l'impianto Mod. 1918 singolo prodiero con quest'ultimo binato.
Il complesso binato Vickers-Terni Mod. 1924 armava invece i caccia classe Nazario Sauro.
La OTO progettò e costruì un impianto molto simile al Vickers-Terni Mod. 1924: l'OTO Mod. 1926, che equipaggiava in due esemplari i cacciatorpediniere classe Turbine e, dopo le modifiche del 1929, nei Sella i 4 pezzi Mod. 18/19 vennero sostituiti da altrettanti Mod. 1926.
I pezzi da 120/45 servirono anche nella Svenska marinen, dopo che nel dicembre 1939 una commissione svedese si recò in Italia per valutare l'acquisto di alcune unità italiane: la decisione cadde sul Bettino Ricasoli e sul gemello Giovanni Nicotera, entrambi della classe Sella. I due cacciatorpediniere furono radiati dagli svedesi nel 1949. 
Un 120/45 di modello singolo non specificato fu impiegato dalla marina brasiliana sul sommergibile Humaytá, appartenente alla classe Balilla, varato dalla Odero-Terni-Orlando di La Spezia nel 1927 e radiato nel 1950.

## Tecnica
| Tipo di impianto        | Modello                                  | Alzo      | Classi di navi                                                              |
| Affusto singolo scudato | Schneider-Canet-Armstrong Mod. 1918      | -10°/+30° | Treni armati della Regia Marina incrociatori ausiliari Quintino Sella (1×1) |
| Affusto binato scudato  | Schneider-Canet-Armstrong Mod. 1918/1919 | -10°/+32° | Leone (4×2) Quintino Sella (1x2, dal 1929: 2×2)                             |
| Affusto binato scudato  | Vickers-Terni Mod. 1924                  | -10°/+33° | Nazario Sauro (2×2)                                                         |
| Affusto binato scudato  | OTO Mod. 1926                            | -10°/+33° | Quintino Sella (dopo 1929: 2×2) Turbine (2×2)                               |